# Suicidi dovuti
Suicidi dovuti è un romanzo del 1996 dello scrittore Aldo Busi.

## Trama
Giuseppe Pigliacelo detto Pino è un campanaro in seconda e sagrestano mancato del ricco e clericale paese di Pieve di Lombardia. Medio e mediocre come gli altri abitanti del luogo, gode di un'immeritata fama di maschio stupratore. Ha fallito in tutto tranne che nel farsi accusare di atrocità mai compiute personalmente e in ciò finisce per trovare il solo valore della propria esistenza. A Pieve di Lombardia una catena molto strana di suicidi rischia di inanellarsi impunemente, ma Pino ha deciso di farla finita con le ipocrisie di tutti quanti, se stesso incluso.

## Edizioni
- Suicidi dovuti, Milano, Frassinelli, 1996.